# Charles Comiskey
Charles Albert Comiskey (* 15. August 1859 in Chicago, Illinois; † 26. Oktober 1931 in Eagle River, Wisconsin) war ein US-amerikanischer Baseballspieler, -manager und -Teambesitzer. Nach seiner Zeit als Spieler erlangte er als Besitzer der Chicago White Sox große Bekanntheit. Das Stadion des Vereins, der Comiskey Park, wurde nach ihm benannt und war bis 1990 Heimat der White Sox.
Acht Jahre nach seinem Tod wurde er für sein Lebenswerk geehrt und in die Baseball Hall of Fame aufgenommen.

## Karriere
Comiskey begann seine Karriere als Baseballspieler im Amateurbereich. Er spielte zunächst mit dem späteren Hall of Famer Charles Radbourn bei den Dubuque Rabbits in Iowa. Im Jahr 1882 gelang ihm der Sprung in den Profisport. In St. Louis trat Comiskey dem neugegründeten Baseballverein St. Louis Brown Stockings bei. Der Verein war Mitglied der ebenfalls 1882 neugegründeten American Association. Diese konkurrierte zu jener Zeit mit der National League um die Vorherrschaft im amerikanischen Baseball. Daher wurde damals erstmals die World Series zwischen den Gewinnern der Ligen ausgetragen. Daran nahm Comiskey als Spielertrainer mit den St. Louis Browns von 1885 bis 1888 vier Mal in Folge teil. 1886 gewann St. Louis als einziges Team der American Association die World Series.
1890 verließ Comiskey den Verein und wechselte mit drei weiteren Mannschaftskollegen zurück in seine Heimat nach Chicago. Dort wurde er Spielertrainer der Chicago Pirates in der Players’ League. Die Pirates stellten nach nur einer Saison den Spielbetrieb wieder ein und Comiskey wechselte wieder zurück nach St. Louis. Er blieb ein Jahr in Missouri und ging dann nach Ohio. In Cincinnati schloss sich Comiskey den Reds an, für die er zwei Jahre als Spielertrainer aktiv war. In dieser Zeit war er weniger erfolgreich als zuvor in St. Louis und beendete seine aktive Karriere schließlich nach zwei Jahren in Cincinnati.

## Zeit als Besitzer der White Sox

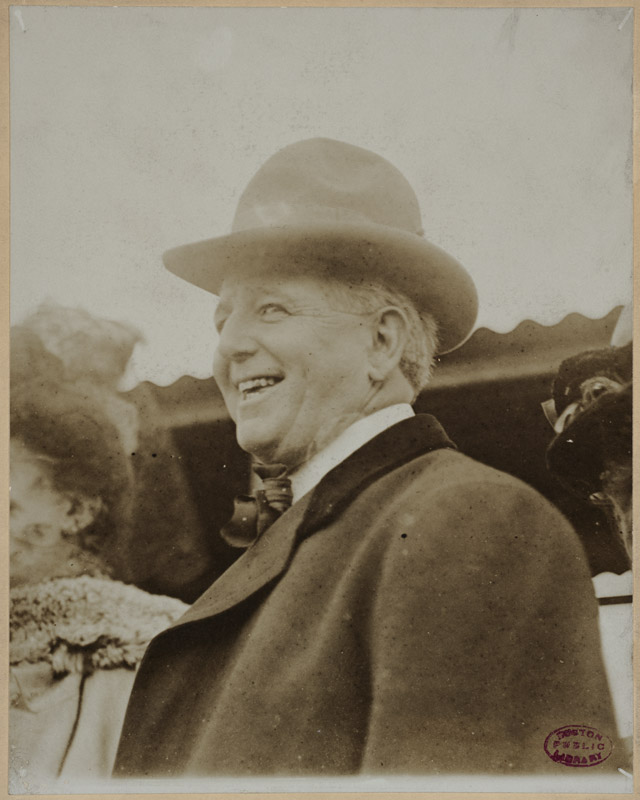
Comiskey bei einem Spiel der White Sox, ca. 1910

Nachdem Comiskey die Reds im Herbst 1894 verlassen hatte, kaufte er einen Verein der Western League aus Sioux City in Iowa und zog mit diesem wenig später nach Saint Paul um. Dort blieb der Verein für fünf Jahre ansässig, ehe Comiskey erneut mit der Franchise umzog. Die neue Heimat des Vereins war nun Comiskeys Heimatstadt Chicago. Der Verein wurde in Chicago White Stockings umbenannt und spielte ab 1900 in der American League, die 1901 zu einer Major League wurde. In seiner Zeit als Besitzer konnte die später in White Sox umbenannte Mannschaft fünf Mal die American League gewinnen und infolgedessen zwei Mal die World Series (1906 und 1917). Zudem ließ er mit dem Comiskey Park eines der damals modernsten Baseballstadien für seinen Verein erbauen.
Sein Verhalten im Umgang mit seinen Spielern in finanziellen Fragen wird heute als möglicher Hauptgrund für den Black-Sox-Skandal angesehen. Unzufrieden mit ihren Gehältern und enttäuscht wegen einer nicht erhaltenen Siegprämie beschlossen acht Spieler der White Sox, die World Series 1919 absichtlich gegen die Cincinnati Reds zu verlieren. Nach dem Black-Sox-Skandal versanken die White Sox im Mittelmaß der American League und konnten erst fünf Jahre nach Comiskeys Tod wieder um die oberen Tabellenplätze mitspielen.